# Liste des monuments historiques d'Aix-en-Provence

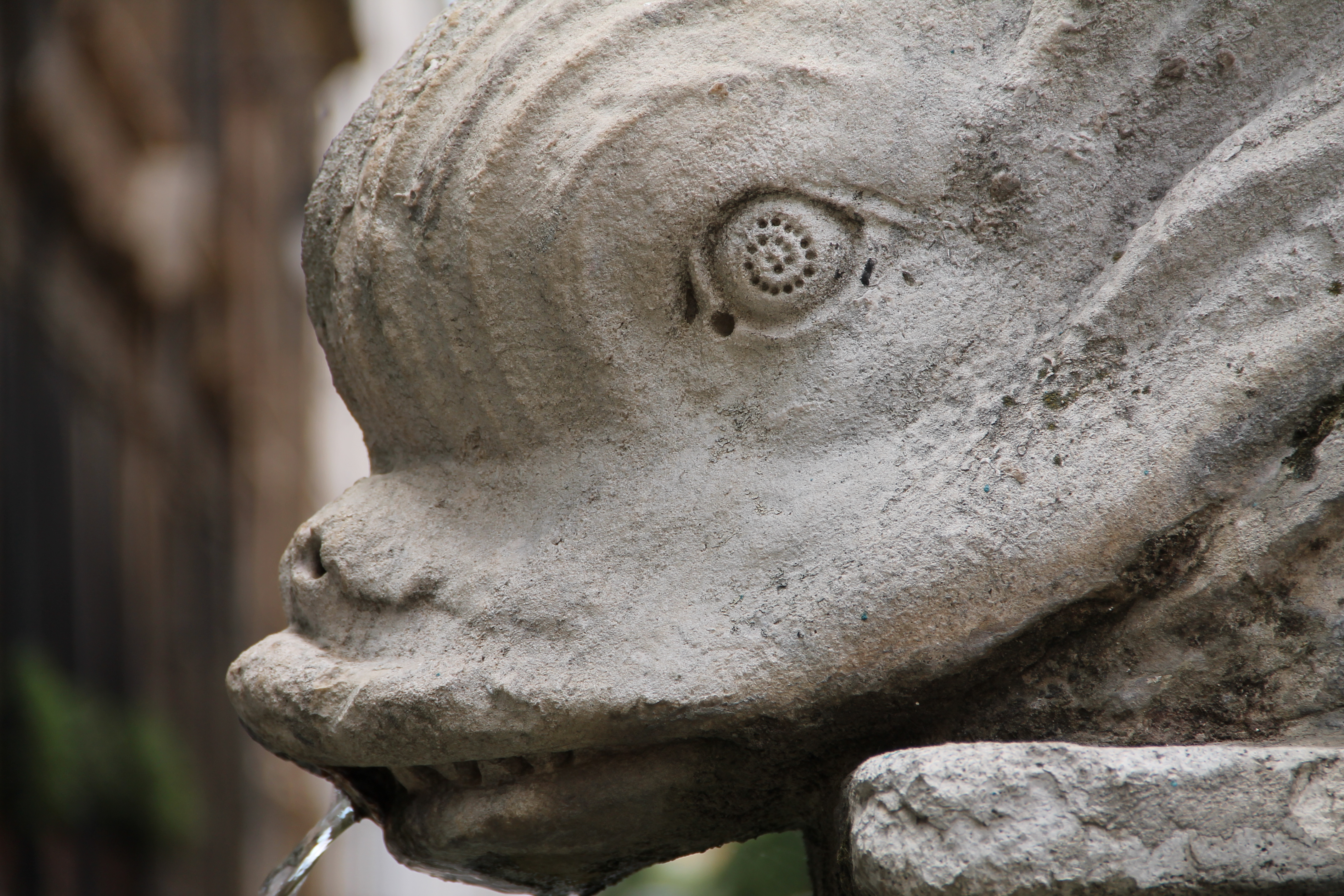
Fontaine de la place des Quatre-Dauphins
1667 par Jean-Claude Rambot

Cet article recense les monuments historiques de la ville d'Aix-en-Provence (Bouches-du-Rhône, France).

## Statistiques
Aix-en-Provence est la première ville des Bouches-du-Rhône pour le nombre d'édifices bénéficiant d'au moins une protection au titre des monuments historiques : 156, soit 23 % la totalité du département (677). À titre de comparaison, Marseille en compte 97 et Arles 95.

- Ces édifices sont aux trois-quarts des édifices privés :

|             | Édifices privés | Édifices religieux | Édifices publics | Antiquité | Total |
| ----------- | --------------- | ------------------ | ---------------- | --------- | ----- |
| Nombre      | 117             | 20                 | 12               | 7         | 156   |
| Pourcentage | 75 %            | 13 %               | 8 %              | 4 %       | 100 % |

- Ces édifices privés sont pour moitié des hôtels particuliers[5] :

| Édifices privés     | Nombre |
| ------------------- | ------ |
| Hôtels particuliers | 58     |
| Maisons             | 17     |
| Immeubles           | 12     |
| Fontaines           | 10     |
| Bastides            | 9      |
| Châteaux            | 7      |
| Total               | 116    |

## Monuments actuels
| Monument                                                                    | Adresse | Coordonnées                      | Notice         | Protection            | Date           | Illustration |
| --------------------------------------------------------------------------- | --- | -------------------------------- | -------------- | --------------------- | -------------- | --- |
| Aqueduc de Roquefavour                                                      | | 43° 31′ 00″ nord, 5° 18′ 46″ est | « PA13000038 » | Classé                | 2005           | Aqueduc de Roquefavour |
| Bastide Bel-Air                                                             | 333, chemin des Platanes                                                                                                   | 43° 33′ 29″ nord, 5° 27′ 30″ est | « PA00080974 » | Inscrit Classé        | 1980           | Image manquante Téléverser |
| Bastide des Brégues d'Or                                                    | Quartier de Malouesse à Luynes Chemin de la Carrière                                                                       | 43° 29′ 44″ nord, 5° 26′ 28″ est | « PA00080975 » | Inscrit               | 1989           | Image manquante Téléverser |
| Bastide du Jas de Bouffan                                                   | 17, route de Galice Chemin de Valcros                                                                                      | 43° 31′ 38″ nord, 5° 25′ 44″ est | « PA13000001 » | Classé                | 2001           | Bastide du Jas de Bouffan |
| Bastide de la Mignarde                                                      | Quartier des Pinchinats | 43° 33′ 59″ nord, 5° 28′ 33″ est | « PA00080990 » | Classé                | 1995           | Image manquante Téléverser |
| Bastide d'Orcel                                                             | Quartier Valcros Route de Galice Chemin des Saints-Pères                                                                   | 43° 30′ 57″ nord, 5° 23′ 50″ est | « PA00080977 » | Inscrit               | 1984           | Image manquante Téléverser |
| Bastide de Repentance                                                       | Chemin de Repentance | 43° 32′ 21″ nord, 5° 28′ 43″ est | « PA00080979 » | Classé Inscrit        | 1984           | Image manquante Téléverser |
| Bastide de Romégas                                                          | Chemin de Saint-Donat (nord)                                                                                               | 43° 34′ 25″ nord, 5° 26′ 56″ est | « PA13000002 » | Inscrit               | 1996           | Bastide de Romégas |
| Bastide la Torse                                                            | Route du Tholonet | 43° 31′ 22″ nord, 5° 27′ 57″ est | « PA00080978 » | Inscrit               | 1987           | Image manquante Téléverser |
| Café Les Deux Garçons Hôtel de Gantès                                       | 53 bis, cours Mirabeau | 43° 31′ 38″ nord, 5° 27′ 02″ est | « PA00081069 » | Inscrit               | 1984           | Café Les Deux GarçonsHôtel de Gantès                                                                                          |
| Camp des Milles                                                             | La Tuilerie Chemin de la Badesse                                                                                           | 43° 30′ 12″ nord, 5° 23′ 08″ est | « PA00081110 » | Classé Inscrit        | 1993 2004      | Camp des Milles |
| Campagne Bruguier                                                           | Quartier Mouret Chemin de Beauregard                                                                                       | 43° 32′ 29″ nord, 5° 27′ 50″ est | « PA00080976 » | Inscrit               | 1984           | Image manquante Téléverser |
| Caserne Forbin                                                              | 23, boulevard Gambetta | 43° 31′ 27″ nord, 5° 27′ 19″ est | « PA00080980 » | Inscrit               | 1926           | Caserne Forbin |
| Cathédrale Saint-Sauveur (Notice PA commune avec le cloître Saint-Sauveur)  | Place de l'Université | 43° 31′ 55″ nord, 5° 26′ 50″ est | « PA00080981 » | Classé                | 1840 1875      | Cathédrale Saint-Sauveur (Notice PA commune avec le cloître Saint-Sauveur)                                                    |
| Chapelle Notre-Dame-de-Consolation                                          | 2-6, avenue Philippe-Solari                                                                                                | 43° 32′ 06″ nord, 5° 26′ 43″ est | « PA00080983 » | Inscrit               | 1987           | Chapelle Notre-Dame-de-Consolation                                                                                            |
| Chapelle des Pénitents Blancs des Carmes                                    | 24, rue du Maréchal-Joffre Place Jean Boyer                                                                                | 43° 31′ 43″ nord, 5° 26′ 52″ est | « PA00080984 » | Inscrit               | 1951           | Chapelle des Pénitents Blancs des Carmes                                                                                      |
| Chapelle des Pénitents Bleus                                                | 2, rue du Bon-Pasteur | 43° 31′ 53″ nord, 5° 26′ 47″ est | « PA00080985 » | Inscrit               | 1942           | Chapelle des Pénitents Bleus                                                                                                  |
| Chapelle des Ursulines                                                      | 20, rue Mignet | 43° 31′ 50″ nord, 5° 27′ 03″ est | « PA00080986 » | Classé                | 1924           | Chapelle des Ursulines |
| Château de la Calade                                                        | 60, route de la Calade | 43° 34′ 22″ nord, 5° 23′ 23″ est | « PA00080987 » | Inscrit Classé        | 2011 2015      | Château de la Calade |
| Château de la Gaude                                                         | Capéou | 43° 34′ 08″ nord, 5° 28′ 43″ est | « PA00080988 » | Classé                | 1963           | Château de la Gaude |
| Domaine du Grand-Saint-Jean                                                 | 4855 chemin du Grand-Saint-Jean (Puyricard)                                                                                | 43° 36′ 11″ nord, 5° 22′ 22″ est | « PA00080996 » | Inscrit               | 1975           | Domaine du Grand-Saint-Jean                                                                                                   |
| Château de Lenfant                                                          | L'Enfant | 43° 28′ 43″ nord, 5° 23′ 29″ est | « PA00080989 » | Inscrit Classé        | 1982           | Image manquante Téléverser |
| Château de Montjustin (ou de la Gourdonne)                                  | Plateau de Puyricard Route d'Éguilles                                                                                      | 43° 34′ 35″ nord, 5° 24′ 07″ est | « PA00080991 » | Inscrit Classé        | 1979           | Image manquante Téléverser |
| Château de la Pioline                                                       | 260, rue Guillaume du Vair                                                                                                 | 43° 30′ 31″ nord, 5° 24′ 17″ est | « PA00080992 » | Classé                | 1976           | Château de la Pioline |
| Château du Seuil                                                            | Le Grand Seuil | 43° 37′ 07″ nord, 5° 22′ 40″ est | « PA00125708 » | Inscrit               | 1993           | Image manquante Téléverser |
| Cloître Saint-Sauveur (Notice PA commune avec la cathédrale Saint-Sauveur)  | Place de l'Université | 43° 31′ 54″ nord, 5° 26′ 51″ est | « PA00080981 » | Classé                | 1840 1875      | Cloître Saint-Sauveur(Notice PA commune avec la cathédrale Saint-Sauveur)                                                     |
| Collège Mignet                                                              | 41, rue Cardinale | 43° 31′ 29″ nord, 5° 26′ 54″ est | « PA00081513 » | Classé Inscrit        | 1991           | Collège Mignet |
| Couvent des Augustins                                                       | 13-17, cours Mirabeau 51-53, rue Espariat 1, rue de la Masse                                                               | 43° 31′ 36″ nord, 5° 26′ 49″ est | « PA00080993 » | Inscrit               | 1926 1971      | Couvent des Augustins |
| Couvent des Carmélites (ancien) Couvent des Oblats                          | 52, 54, 56, 60, cours Mirabeau 2bis, rue d'Italie                                                                          | 43° 31′ 36″ nord, 5° 27′ 06″ est | « PA00080982 » | Classé Inscrit Classé | 1911 1993 1996 | Couvent des Carmélites (ancien)Couvent des Oblats                                                                             |
| Collège des Jésuites                                                        | 20, rue Lacépède | 43° 31′ 42″ nord, 5° 27′ 10″ est | « PA00080994 » | Classé                | 1982           | Collège des Jésuites |
| Couvent des Prêcheurs                                                       | Place des Prêcheurs | 43° 31′ 45″ nord, 5° 27′ 04″ est | « PA00080995 » | Inscrit               | 1988           | Couvent des Prêcheurs |
| Église de la Madeleine                                                      | Place des Prêcheurs Rue Portalis                                                                                           | 43° 31′ 46″ nord, 5° 27′ 05″ est | « PA00080997 » | Classé                | 1988           | Église de la Madeleine |
| Église Notre-Dame-de-l'Assomption de Puyricard                              | Place de l'église (Puyricard)                                                                                              | 43° 34′ 57″ nord, 5° 25′ 16″ est | « PA00080998 » | Inscrit               | 1975           | Église Notre-Dame-de-l'Assomption de Puyricard                                                                                |
| Église du Saint-Esprit                                                      | 40, rue Espariat | 43° 31′ 39″ nord, 5° 26′ 49″ est | « PA00080999 » | Classé                | 1985           | Église du Saint-Esprit |
| Église Saint-Jean-Baptiste du Faubourg                                      | 34, cours Sextius | 43° 31′ 45″ nord, 5° 26′ 37″ est | « PA00081000 » | Classé                | 1983           | Église Saint-Jean-Baptiste du Faubourg                                                                                        |
| Église Saint-Jean-de-Malte                                                  | 24 rue d'Italie | 43° 31′ 32″ nord, 5° 27′ 10″ est | « PA00081001 » | Classé                | 1840           | Église Saint-Jean-de-Malte |
| Enclos des Décormis                                                         | 10, rue de la Fourane | 43° 30′ 48″ nord, 5° 26′ 41″ est | « PA00081067 » | Inscrit               | 1942           | Enclos des Décormis |
| Faculté de droit                                                            | Place de l'Université | 43° 31′ 54″ nord, 5° 26′ 48″ est | « PA00081002 » | Inscrit               | 1929           | Faculté de droit |
| Fondation Vasarely                                                          | Jas de Bouffan 1, avenue Marcel-Pagnol                                                                                     | 43° 31′ 18″ nord, 5° 25′ 29″ est | « PA13000046 » | Classé                | 2013           | Fondation Vasarely |
| Fontaine des Augustins                                                      | Place des Augustins | 43° 31′ 37″ nord, 5° 26′ 47″ est | « PA00081003 » | Inscrit               | 1949           | Fontaine des Augustins |
| Fontaine des Bagniers                                                       | Rue des Chapeliers | 43° 31′ 43″ nord, 5° 26′ 57″ est | « PA00081004 » | Inscrit               | 1949           | Fontaine des Bagniers |
| Fontaine du cours Sextius                                                   | Cours Sextius | 43° 31′ 46″ nord, 5° 26′ 38″ est | « PA00081012 » | Inscrit               | 1929           | Fontaine du cours Sextius |
| Fontaine de la Mule Noire                                                   | Rue de la Mule-Noire | 43° 31′ 39″ nord, 5° 27′ 12″ est | « PA00081005 » | Inscrit               | 1949           | Fontaine de la Mule Noire |
| Fontaine des Neuf-Canons                                                    | Cours Mirabeau | 43° 31′ 36″ nord, 5° 26′ 55″ est | « PA00081006 » | Inscrit               | 1929           | Fontaine des Neuf-Canons |
| Fontaine de la place de l'Hôtel-de-Ville                                    | Place de l'Hôtel-de-Ville                                                                                                  | 43° 31′ 47″ nord, 5° 26′ 52″ est | « PA00081010 » | Classé                | 1905           | Fontaine de la place de l'Hôtel-de-Ville                                                                                      |
| Fontaine de l'hôtel de Valori                                               | 18, rue du Quatre-Septembre 38, rue Cardinale Place des Quatre-Dauphins                                                    | 43° 31′ 31″ nord, 5° 27′ 01″ est | « PA00081011 » | Inscrit               | 1929           | Fontaine de l'hôtel de Valori                                                                                                 |
| Fontaine des Prêcheurs                                                      | Place des Prêcheurs | 43° 31′ 45″ nord, 5° 27′ 04″ est | « PA00081007 » | Classé                | 1905           | Fontaine des Prêcheurs |
| Fontaine des Quatre-Dauphins                                                | Place des Quatre-Dauphins                                                                                                  | 43° 31′ 31″ nord, 5° 27′ 01″ est | « PA00081008 » | Classé                | 1905           | Fontaine des Quatre-Dauphins                                                                                                  |
| Fontaine des Tanneurs                                                       | Rue des Tanneurs | 43° 31′ 41″ nord, 5° 26′ 46″ est | « PA00081009 » | Inscrit               | 1949           | Fontaine des Tanneurs |
| Halle aux grains                                                            | Place de l'Hôtel-de-Ville                                                                                                  | 43° 31′ 47″ nord, 5° 26′ 53″ est | « PA00081013 » | Classé                | 1983           | Halle aux grains |
| Hôtel de Pigenat                                                            | 17, rue du Quatre-Septembre                                                                                                | 43° 31′ 30″ nord, 5° 27′ 01″ est | « PA00081063 » | Inscrit               | 1929           | Hôtel de Pigenat |
| Hôtel                                                                       | 4, rue Clemenceau (et non 6 comme indiqué dans la base Mérimée)                                                            | 43° 31′ 38″ nord, 5° 27′ 00″ est | « PA00081060 » | Inscrit               | 1949           | Hôtel |
| Hôtel d'Agut                                                                | 2, place des Prêcheurs 2-2bis, rue Chastel 1, rue Émeric-David                                                             | 43° 31′ 44″ nord, 5° 27′ 05″ est | « PA00081014 » | Inscrit               | 2000           | Hôtel d'Agut |
| Hôtel d'Aiguines                                                            | 28, rue Jacques-de-la-Roque 5, rue des Menudières                                                                          | 43° 31′ 57″ nord, 5° 26′ 49″ est | « PA00081015 » | Inscrit Classé        | 1984           | Hôtel d'Aiguines |
| Hôtel d'Ailhaut                                                             | 6, rue Mignet | 43° 31′ 47″ nord, 5° 27′ 03″ est | « PA00081016 » | Inscrit               | 1929           | Hôtel d'Ailhaut |
| Hôtel d'Albertas                                                            | 10, rue Espariat 2-4, rue Aude Place d'Albertas                                                                            | 43° 31′ 41″ nord, 5° 26′ 55″ est | « PA00081017 » | Classé Inscrit        | 1926 1991      | Hôtel d'Albertas |
| Hôtel d'Antoine ou de Lestang-Parade                                        | 18, rue de l'Opéra | 43° 31′ 38″ nord, 5° 27′ 12″ est | « PA00081039 » | Inscrit Classé        | 1929 1980 2004 | Hôtel d'Antoine ou de Lestang-Parade                                                                                          |
| Hôtel d'Arbaud-Jouques                                                      | 19, cours Mirabeau 17, rue Courteissade                                                                                    | 43° 31′ 36″ nord, 5° 26′ 52″ est | « PA00081018 » | Inscrit               | 1990           | Hôtel d'Arbaud-Jouques |
| Hôtel d'Arlatan-Lauris                                                      | 24, rue de l'Opéra 25-29, rue du Maréchal-Joffre                                                                           | 43° 31′ 38″ nord, 5° 27′ 14″ est | « PA00081019 » | Classé Inscrit        | 1983 2000      | Hôtel d'Arlatan-Lauris |
| Hôtel de Boadès                                                             | Place Jeanne-d'Arc | 43° 31′ 37″ nord, 5° 26′ 40″ est | « PA00081020 » | Inscrit               | 1947           | Hôtel de Boadès |
| Hôtel de Boisgelin                                                          | 11, rue du Quatre-Septembre                                                                                                | 43° 31′ 31″ nord, 5° 27′ 01″ est | « PA00081021 » | Classé                | 1964           | Hôtel de Boisgelin |
| Hôtel Bonnet de la Beaume                                                   | 2-2bis, rue Goyrand 6, rue Frédéric-Mistral                                                                                | 43° 31′ 34″ nord, 5° 27′ 02″ est | « PA00081022 » | Classé                | 1990           | Hôtel Bonnet de la Beaume |
| Hôtel Boyer de Bandol                                                       | 23, rue Roux-Alphéran 16, rue Sallier                                                                                      | 43° 31′ 30″ nord, 5° 27′ 10″ est | « PA00081023 » | Classé Inscrit        | 1990           | Hôtel Boyer de Bandol |
| Hôtel Boyer d'Éguilles                                                      | 6, rue Espariat | 43° 31′ 41″ nord, 5° 26′ 56″ est | « PA00081024 » | Classé                | 1988           | Hôtel Boyer d'Éguilles |
| Hôtel Boyer de Fonscolombe                                                  | 21, rue Gaston-de-Saporta                                                                                                  | 43° 31′ 52″ nord, 5° 26′ 50″ est | « PA00081025 » | Classé                | 1989           | Hôtel Boyer de Fonscolombe |
| Hôtel de Carcès                                                             | 12, rue Émeric-David | 43° 31′ 41″ nord, 5° 27′ 10″ est | « PA00081026 » | Inscrit               | 1988           | Hôtel de Carcès |
| Hôtel des Cariolis                                                          | 5, rue Goyrand | 43° 31′ 32″ nord, 5° 26′ 56″ est | « PA00081027 » | Inscrit               | 1929           | Hôtel des Cariolis |
| Hôtel de Caumont                                                            | 1, rue Joseph-Cabassol | 43° 31′ 32″ nord, 5° 26′ 56″ est | « PA00081049 » | Classé                | 1990           | Hôtel de Caumont |
| Hôtel de Châteauneuf                                                        | 14, rue Mazarine | 43° 31′ 34″ nord, 5° 26′ 54″ est | « PA00081028 » | Inscrit               | 1929           | Hôtel de Châteauneuf |
| Hôtel de Châteaurenard                                                      | 19, rue Gaston-de-Saporta                                                                                                  | 43° 31′ 51″ nord, 5° 26′ 51″ est | « PA00081029 » | Classé                | 1990           | Hôtel de Châteaurenard |
| Hôtel de Cormis                                                             | 15, rue des Épineaux | 43° 31′ 49″ nord, 5° 27′ 01″ est | « PA00081078 » | Inscrit               | 1929           | Hôtel de Cormis |
| Hôtel d'Esmivy de Moissac                                                   | 4, cours Mirabeau 1, avenue Victor-Hugo                                                                                    | 43° 31′ 35″ nord, 5° 26′ 47″ est | « PA00081507 » | Classé                | 1993           | Hôtel d'Esmivy de Moissac |
| Hôtel Maurel de Pontevès                                                    | 38, cours Mirabeau Rue Frédéric-Mistral                                                                                    | 43° 31′ 37″ nord, 5° 27′ 00″ est | « PA00081030 » | Classé                | 1990           | Hôtel Maurel de Pontevès |
| Hôtel d'Estienne-de-Saint-Jean                                              | 17, rue Gaston-de-Saporta                                                                                                  | 43° 31′ 51″ nord, 5° 26′ 51″ est | « PA00081031 » | Classé                | 1937           | Hôtel d'Estienne-de-Saint-Jean                                                                                                |
| Hôtel de Félix du Muy                                                       | 9, rue Goyrand 46, rue Cardinale                                                                                           | 43° 31′ 32″ nord, 5° 26′ 55″ est | « PA00081514 » | Inscrit               | 1992           | Hôtel de Félix du Muy |
| Hôtel de Fonvert                                                            | 3, rue Littera | 43° 31′ 51″ nord, 5° 26′ 51″ est | « PA00081032 » | Inscrit               | 1929           | Hôtel de Fonvert |
| Hôtel de Forbin                                                             | 20, cours Mirabeau Rue Joseph-Cabassol                                                                                     | 43° 31′ 36″ nord, 5° 26′ 55″ est | « PA00081508 » | Inscrit Classé        | 1990 1991      | Hôtel de Forbin |
| Hôtel de Foresta                                                            | 37, rue Cardinale | 43° 31′ 31″ nord, 5° 27′ 00″ est | « PA00081496 » | Classé Inscrit        | 1990           | Hôtel de Foresta |
| Hôtel de Gastaud                                                            | 39, rue Cardinale | 43° 31′ 31″ nord, 5° 26′ 56″ est | « PA00081497 » | Classé Inscrit        | 1990           | Hôtel de Gastaud |
| Hôtel de Grimaldi-Régusse                                                   | 26, rue de l'Opéra | 43° 31′ 38″ nord, 5° 27′ 15″ est | « PA00081033 » | Classé                | 1973           | Hôtel de Grimaldi-Régusse |
| Hôtel de Gueydan                                                            | 22, cours Mirabeau | 43° 31′ 36″ nord, 5° 26′ 56″ est | « PA00081034 » | Inscrit               | 1941           | Hôtel de Gueydan |
| Hôtel Guiran de la Brillanne                                                | 10, rue Mignet 2, rue de Suffren                                                                                           | 43° 31′ 48″ nord, 5° 27′ 03″ est | « PA00081035 » | Inscrit               | 1987           | Hôtel Guiran de la Brillanne                                                                                                  |
| Hôtel Isoard de Vauvenargues                                                | 10, cours Mirabeau 7, rue Mazarine Rue Laroque                                                                             | 43° 31′ 35″ nord, 5° 26′ 51″ est | « PA00081036 » | Classé                | 1989           | Hôtel Isoard de Vauvenargues                                                                                                  |
| Hôtel de Joursenvault                                                       | 17, rue Cardinale | 43° 31′ 32″ nord, 5° 27′ 07″ est | « PA00081037 » | Inscrit Classé        | 1987 1990      | Hôtel de Joursenvault |
| Hôtel de Lacépède                                                           | 6, rue Chastel | 43° 31′ 44″ nord, 5° 27′ 06″ est | « PA00081038 » | Inscrit               | 1929           | Hôtel de Lacépède |
| Hôtel de Glandeves                                                          | 5, rue de Littera | 43° 31′ 51″ nord, 5° 26′ 52″ est | « PA13000117 » | Inscrit               | 2023           | Image manquante Téléverser |
| Hôtel de Maliverny                                                          | 33, rue Émeric-David | 43° 31′ 41″ nord, 5° 27′ 13″ est | « PA00081040 » | Inscrit               | 1971           | Hôtel de Maliverny |
| Hôtel Maynier d'Oppède                                                      | 23, rue Gaston-de-Saporta                                                                                                  | 43° 31′ 53″ nord, 5° 26′ 50″ est | « PA00081041 » | Inscrit Classé        | 1982           | Hôtel Maynier d'Oppède |
| Hôtel Meynier de Lambert                                                    | 32, rue Mignet | 43° 31′ 53″ nord, 5° 27′ 03″ est | « PA00081042 » | Inscrit Classé        | 1984           | Hôtel Meynier de Lambert |
| Hôtel d'Oléon-Boysseulh                                                     | 13, rue Roux-Alphéran | 43° 31′ 31″ nord, 5° 27′ 12″ est | « PA00081043 » | Inscrit Classé        | 1980           | Hôtel d'Oléon-Boysseulh |
| Hôtel d'Olivary                                                             | 10, rue du Quatre-Septembre Rue Goyrand                                                                                    | 43° 31′ 33″ nord, 5° 27′ 00″ est | « PA00135617 » | Inscrit               | 1995           | Hôtel d'Olivary |
| Hôtel d'Oraison                                                             | 17, rue Pierre-et-Marie-Curie                                                                                              | 43° 31′ 53″ nord, 5° 26′ 55″ est | « PA00081044 » | Inscrit               | 1987           | Hôtel d'Oraison |
| Hôtel de Panisse                                                            | 16, rue Émeric-David | 43° 31′ 41″ nord, 5° 27′ 11″ est | « PA00081045 » | Inscrit               | 1929           | Hôtel de Panisse |
| Hôtel Paul Arbaud                                                           | 2, rue du Quatre-Septembre Rue Mazarine                                                                                    | 43° 31′ 35″ nord, 5° 27′ 00″ est | « PA00081094 » | Classé                | 1989           | Hôtel Paul Arbaud |
| Hôtel Peyronetti                                                            | 13, rue Aude | 43° 31′ 42″ nord, 5° 26′ 52″ est | « PA00081046 » | Classé                | 1983           | Hôtel Peyronetti |
| Hôtel du Poët                                                               | 6, place de la Libération                                                                                                  | 43° 31′ 38″ nord, 5° 27′ 06″ est | « PA00081047 » | Inscrit               | 1987           | Hôtel du Poët |
| Hôtel Raousset-Boulbon                                                      | 14, cours Mirabeau | 43° 31′ 35″ nord, 5° 26′ 51″ est | « PA00081048 » | Inscrit Classé        | 1987 1989      | Hôtel Raousset-Boulbon |
| Hôtel Ravel d'Esclapon                                                      | 23, rue du Quatre-Septembre 47, rue Roux-Alphéran                                                                          | 43° 31′ 29″ nord, 5° 27′ 01″ est | « PA00081498 » | Inscrit               | 1989           | Hôtel Ravel d'Esclapon |
| Hôtel de Reboul-Lambert Dit aussi de Lagoy ou Vermond.                      | 3-3bis, rue Goyrand 40, rue Cardinale                                                                                      | 43° 31′ 32″ nord, 5° 26′ 57″ est | « PA00081050 » | Classé                | 1990           | Hôtel de Reboul-LambertDit aussi de Lagoy ou Vermond.                                                                         |
| Hôtel Ricard de Brégançon                                                   | 17, rue Thiers | 43° 31′ 42″ nord, 5° 27′ 05″ est | « PA00081064 » | Inscrit               | 1972           | Hôtel Ricard de Brégançon |
| Hôtel Ricard de Saint Albin                                                 | 10, rue Mazarine | 43° 31′ 33″ nord, 5° 26′ 52″ est | « PA00081051 » | Classé                | 1991           | Hôtel Ricard de Saint Albin                                                                                                   |
| Hôtel de Roquesaule                                                         | 2, rue Thiers | 43° 31′ 42″ nord, 5° 27′ 05″ est | « PA00081052 » | Inscrit               | 1929           | Hôtel de Roquesaule |
| Hôtel de Saphallin                                                          | 3, place des Trois-Ormeaux                                                                                                 | 43° 31′ 48″ nord, 5° 27′ 00″ est | « PA00081088 » | Inscrit               | 1929           | Hôtel de Saphallin |
| Hôtel Silvy                                                                 | 35, rue Roux-Alphéran | 43° 31′ 30″ nord, 5° 27′ 05″ est | « PA00081053 » | Inscrit               | 1929 1984      | Hôtel Silvy |
| Hôtel de Simiane                                                            | 17, rue Goyrand | 43° 31′ 32″ nord, 5° 26′ 52″ est | « PA00081054 » | Classé                | 1989           | Hôtel de Simiane |
| Hôtel de Suffren                                                            | 40, cours Mirabeau | 43° 31′ 36″ nord, 5° 27′ 01″ est | « PA00081055 » | Inscrit               | 1929           | Hôtel de Suffren |
| Hôtel de Taillas                                                            | 18, rue Émeric-David | 43° 31′ 40″ nord, 5° 27′ 11″ est | « PA00081056 » | Inscrit               | 1929           | Hôtel de Taillas |
| Hôtel de Thoron                                                             | 4, rue Matheron Rue Loubon                                                                                                 | 43° 31′ 48″ nord, 5° 26′ 58″ est | « PA00081499 » | Inscrit               | 1989           | Hôtel de Thoron |
| Hôtel de Valbelle                                                           | 24, rue Mignet Rue Lisse-Saint-Louis                                                                                       | 43° 31′ 51″ nord, 5° 27′ 03″ est | « PA00081057 » | Classé                | 1983           | Hôtel de Valbelle |
| Hôtel de Venel                                                              | 21, rue de Venel | 43° 31′ 50″ nord, 5° 26′ 47″ est | « PA13000067 » | Classé                | 2014           | Hôtel de Venel |
| Hôtel de ville                                                              | Place de l'Hôtel-de-Ville                                                                                                  | 43° 31′ 47″ nord, 5° 26′ 51″ est | « PA00081058 » | Classé                | 1995           | Hôtel de ville |
| Hôtel Villeneuve d'Ansouis                                                  | 9, rue du Quatre-Septembre                                                                                                 | 43° 31′ 29″ nord, 5° 27′ 01″ est | « PA00081059 » | Classé                | 1984           | Hôtel Villeneuve d'Ansouis |
| Immeuble                                                                    | 11, rue Espariat | 43° 31′ 40″ nord, 5° 26′ 56″ est | « PA00081062 » | Classé                | 2000           | Immeuble |
| Immeuble                                                                    | 13, rue Espariat | 43° 31′ 40″ nord, 5° 26′ 56″ est | « PA00081079 » | Classé                | 2000           | Immeuble |
| Immeuble                                                                    | 15, rue Espariat | 43° 31′ 40″ nord, 5° 26′ 55″ est | « PA00081080 » | Inscrit               | 1949           | Immeuble |
| Hôtel Borrilli (Maison Borilli)                                             | 2, rue des Brémondis | 43° 31′ 51″ nord, 5° 26′ 50″ est | « PA00081065 » | Inscrit               | 1949           | Hôtel Borrilli (Maison Borilli)                                                                                               |
| Maison André                                                                | 24, cours Mirabeau | 43° 31′ 36″ nord, 5° 26′ 56″ est | « PA00081068 » | Inscrit               | 1942           | Maison André |
| Hôtel                                                                       | 36, rue du Quatre-Septembre                                                                                                | 43° 31′ 29″ nord, 5° 27′ 01″ est | « PA00081071 » | Inscrit               | 1949           | Hôtel |
| Hôtel de Montauron                                                          | 65, cours Mirabeau | 43° 31′ 38″ nord, 5° 27′ 05″ est | « PA00081070 » | Inscrit               | 1949           | Hôtel de Montauron |
| Immeuble                                                                    | 8, Forum des Cardeurs | 43° 31′ 49″ nord, 5° 26′ 50″ est | « PA00081066 » | Inscrit               | 1949           | Immeuble |
| Immeuble                                                                    | 9, rue Espariat | 43° 31′ 40″ nord, 5° 26′ 56″ est | « PA00081061 » | Classé                | 2000           | Immeuble |
| Jardin de Grassi                                                            | Avenue de Grassi Rue des Nations                                                                                           | 43° 31′ 59″ nord, 5° 26′ 38″ est | « PA00081106 » | Classé                | 1958           | Jardin de Grassi |
| Logis du Bras d'Or                                                          | 2, place Barthélemy-Niollon 2, rue Joseph-Villevielle                                                                      | 43° 31′ 38″ nord, 5° 26′ 38″ est | « PA13000041 » | Inscrit               | 2002           | Logis du Bras d'Or |
| Maison                                                                      | 14, rue Clovis Hugues (ex-rue du Roi)                                                                                      | 43° 31′ 35″ nord, 5° 27′ 14″ est | « PA00081087 » | Inscrit               | 1929           | Maison |
| Maison Adanson                                                              | 1, rue Adanson | 43° 31′ 53″ nord, 5° 26′ 52″ est | « PA00081073 » | Inscrit               | 1929           | Maison AdansonService départemental de l'Architecture et du Patrimoine des Bouches-du-Rhône                                   |
| Hôtel Thomassin de Tourtour                                                 | 10, rue de Montigny (ex-rue des Trois-Ormeaux)                                                                             | 43° 31′ 47″ nord, 5° 27′ 01″ est | « PA00081089 » | Inscrit               | 1929           | Hôtel Thomassin de Tourtour                                                                                                   |
| Hôtel                                                                       | 10, rue Félicien David | 43° 31′ 44″ nord, 5° 27′ 10″ est | « PA00081081 » | Inscrit               | 1929           | Hôtel |
| Hôtel                                                                       | 15, rue du Puits-Neuf | 43° 31′ 52″ nord, 5° 26′ 57″ est | « PA00081086 » | Inscrit               | 1929           | Hôtel |
| Hôtel de Fontvert                                                           | 2 rue Littera 4, rue Adanson                                                                                               | 43° 31′ 52″ nord, 5° 26′ 52″ est | « PA00081083 » | Inscrit               | 1929           | Hôtel de Fontvert |
| Hôtel de Gras                                                               | 3, place des Prêcheurs | 43° 31′ 45″ nord, 5° 27′ 03″ est | « PA00081085 » | Inscrit               | 1929           | Hôtel de Gras |
| Hôtel                                                                       | 31, rue des Cordeliers | 43° 31′ 46″ nord, 5° 26′ 45″ est | « PA00081076 » | Inscrit               | 1929           | Hôtel |
| Hôtel Joseph Lieutaud                                                       | 32, rue Cardinale | 43° 31′ 32″ nord, 5° 27′ 05″ est | « PA00081074 » | Inscrit               | 1929           | Hôtel Joseph Lieutaud |
| Hôtel                                                                       | 3-5, lice ou lisse des Cordeliers                                                                                          | 43° 31′ 45″ nord, 5° 26′ 39″ est | « PA00081075 » | Inscrit               | 1929           | Hôtel |
| Hôtel                                                                       | 55, rue Émeric-David (anciennement 47)                                                                                     | 43° 31′ 40″ nord, 5° 27′ 15″ est | « PA00081077 » | Inscrit               | 1929           | Hôtel |
| Hôtel d'Espagnet                                                            | 6, rue Littera | 43° 31′ 52″ nord, 5° 26′ 53″ est | « PA00081084 » | Inscrit               | 1929           | Hôtel d'Espagnet |
| Maison                                                                      | 8, rue de Lacépède | 43° 31′ 39″ nord, 5° 27′ 09″ est | « PA00081082 » | Inscrit               | 1929           | Maison |
| Maison La Félicité                                                          | 595, route des Milles | 43° 30′ 23″ nord, 5° 25′ 53″ est | « PA00081072 » | Inscrit               | 1969           | Image manquante Téléverser |
| Monument de Joseph Sec                                                      | 8, avenue Pasteur | 43° 31′ 59″ nord, 5° 26′ 46″ est | « PA00081090 » | Classé                | 1969           | Monument de Joseph Sec |
| Mosaïque du clos des Tilleuls                                               | découverte au Clos des Tilleuls, Traverse de la Molle transportée au musée du Vieil Aix à l'Hôtel d'Estienne de Saint-Jean | 43° 32′ 36″ nord, 5° 24′ 26″ est | « PA00081092 » | Inscrit               | 1930           | Image manquante Téléverser |
| Mur romain                                                                  | Rue Gaston-de-Saporta Place des Martyrs-de-la-Résistance                                                                   | 43° 31′ 54″ nord, 5° 26′ 50″ est | « PA00081093 » | Inscrit               | 1932           | Mur romain |
| Oppidum d'Entremont                                                         | Entremont | 43° 33′ 08″ nord, 5° 26′ 21″ est | « PA00081095 » | Inscrit Classé        | 1946 1947 1980 | Oppidum d'Entremont |
| Oratoire Notre-Dame d'Aix-en-Provence (Puyricard)                           | Croisement de l'avenue de la Touloubre (D14A) et de la route du Colonel Maurice Bellec (D63)                               | 43° 34′ 30″ nord, 5° 25′ 19″ est | « PA00081098 » | Inscrit               | 1935           | Oratoire Notre-Dame d'Aix-en-Provence (Puyricard)                                                                             |
| Oratoire Notre-Dame d'Aix-en-Provence (pont des Trois-Sautets)              | Pont des Trois-Sautets | 43° 30′ 45″ nord, 5° 28′ 21″ est | « PA00081097 » | Inscrit               | 1935           | Oratoire Notre-Dame d'Aix-en-Provence (pont des Trois-Sautets)Aurait disparu vers 2012 à la suite d'un accident d'automobile. |
| Oratoire de Sainte-Mitre                                                    | Chemin de Bouenhoure-Haut                                                                                                  | à géolocaliser                   | « PA00081096 » | Inscrit               | 1935           | Image manquante Téléverser |
| Palais archiépiscopal                                                       | Place des Martyrs-de-la-Résistance (anciennement place de l'Archevêché)                                                    | 43° 31′ 53″ nord, 5° 26′ 52″ est | « PA00080973 » | Inscrit Classé        | 1926 1942      | Palais archiépiscopal |
| Palais de justice                                                           | Place de Verdun | 43° 31′ 43″ nord, 5° 27′ 01″ est | « PA00081099 » | Inscrit               | 1979           | Palais de justice |
| Pavillon de Cézanne                                                         | 9, avenue Paul-Cézanne | 43° 32′ 19″ nord, 5° 26′ 47″ est | « PA00081100 » | Inscrit               | 1974           | Pavillon de Cézanne |
| Pavillon Lenfant                                                            | Le Prieuré | 43° 32′ 35″ nord, 5° 27′ 37″ est | « PA00081101 » | Classé                | 1984           | Image manquante Téléverser |
| Pavillon Trimont                                                            | 11 avenue Jean et Marcel Fontenaille                                                                                       | 43° 32′ 03″ nord, 5° 27′ 29″ est | « PA00081102 » | Inscrit               | 1953           | Image manquante Téléverser |
| Pavillon Vendôme                                                            | 13, rue de la Molle rue Célony                                                                                             | 43° 31′ 52″ nord, 5° 26′ 32″ est | « PA00081103 » | Classé Inscrit        | 1914 1953      | Pavillon Vendôme |
| Place d'Albertas                                                            | Place d'Albertas 9-15, rue Espariat                                                                                        | 43° 31′ 40″ nord, 5° 26′ 56″ est | « PA13000033 » | Classé                | 2000           | Place d'Albertas |
| Pont des Premières Eaux Aqueduc gallo-romain                                | Pont de Béraud Traverse Malakoff                                                                                           | 43° 32′ 04″ nord, 5° 27′ 20″ est | « PA00080972 » | Classé                | 1963           | Pont des Premières EauxAqueduc gallo-romain                                                                                   |
| Pont de Saint-Pons                                                          | Saint-Pons | 43° 30′ 21″ nord, 5° 20′ 52″ est | « PA00081104 » | Classé                | 1944           | Pont de Saint-Pons |
| Prieuré des Hospitaliers-de-Saint-Jean-de-Malte Actuellement : musée Granet | Place Saint-Jean de Malte                                                                                                  | 43° 31′ 32″ nord, 5° 27′ 09″ est | « PA00081105 » | Inscrit Classé        | 1979           | Prieuré des Hospitaliers-de-Saint-Jean-de-MalteActuellement : musée Granet                                                    |
| Remparts gallo-romains                                                      | Notre-Dame-de-la-Sed Cours des Minimes                                                                                     | 43° 31′ 49″ nord, 5° 26′ 14″ est | « PA00081091 » | Classé                | 1963           | Image manquante Téléverser |
| Thermes romains                                                             | Cours Sextius | 43° 31′ 51″ nord, 5° 26′ 39″ est | « PA00081108 » | Classé                | 1922           | Thermes romains |
| Théâtre du Jeu de Paume                                                     | 17, rue de l'Opéra | 43° 31′ 38″ nord, 5° 27′ 13″ est | « PA00081107 » | Inscrit               | 1981           | Théâtre du Jeu de Paume |

## Monuments détruits
| Monument                   | Adresse                      | Coordonnées                      | Notice         | Protection              | Date      | Illustration               |
| -------------------------- | ---------------------------- | -------------------------------- | -------------- | ----------------------- | --------- | -------------------------- |
| Casino municipal (Détruit) | 2, avenue Napoléon-Bonaparte | 43° 31′ 37″ nord, 5° 26′ 39″ est | « PA00135616 » | Inscrit Radié (détruit) | 1995 2003 | Casino municipal (Détruit) |